# جوزيف كونوبكا
جوزيف كونوبكا (بالإنجليزية: Joseph Konopka) هو مسؤول النظام أمريكي، ولد في 24 يونيو 1976 في دي بير في الولايات المتحدة.

## وصلات خارجية
- جوزيف كونوبكا على موقع إن إن دي بي (الإنجليزية)